# Phragmidiaceae
De Phragmidiaceae zijn een familie van schimmels, die behoren tot de roesten. De familie bevat 14 geslachten en meer dan 170 soorten. Het typegeslacht is Phragmidium.

## Geslachten
Tot de Phragmidiaceae behoren onder andere de volgende 14 geslachten:
1. Arthuriomyces (1)
2. Frommeëlla (1)
3. Gerwasia (20)
4. Gymnoconia (4)
5. Hamaspora
6. Joerstadia (4)
7. Kuehneola (18)
8. Mainsia (2)
9. Morispora (1)
10. Phragmidium (111)
11. Physonema (1)
12. Scutelliformis (1)
13. Trachyspora (6)
14. Xenodochus (2)

## In Nederland waargenomen soorten
- Genus: Frommeëlla
  - Frommeëlla tormentillae - (Eenporige ganzerikroest)
- Genus: Kuehneola
  - Kuehneola uredinis - (Eencellige braamroest)
- Genus: Phragmidium
  - Phragmidium bulbosum - (Papilbraamroest)
  - Phragmidium fragariae - (Bosaardbeiroest)
  - Phragmidium mexicanum - (Schijnaardbeiroest)
  - Phragmidium mucronatum - (Grofwrattige papilroosroest)
  - Phragmidium potentillae - (Poreuze ganzerikroest)
  - Phragmidium rosae-pimpinellifoliae - (Gladde roosroest)
  - Phragmidium rubi-idaei - (Framboosroest)
  - Phragmidium sanguisorbae - (Kleine-pimpernelroest)
  - Phragmidium tuberculatum - (Fijnwrattige papilroosroest)
  - Phragmidium violaceum - (Veelcellige braamroest)
- Genus: Trachyspora
  - Trachyspora intrusa - (Gewone vrouwenmantelroest)
- Genus: Xenodochus
  - Xenodochus carbonarius - (Pimpernelroest)

## In Europa voorkomende soorten
- Phragmidium acuminatum - (Steenbraamroest)